# Томский музыкальный колледж имени Э. В. Денисова
Томский музыкальный колледж имени Э. В. Денисова (ОГАПОУ «ТМК имени Э. В. Денисова») — музыкальное образовательное учреждение, осуществляющее подготовку по программам среднего профессионального образования.

## История
Колледж был основан в Томской губернии 7 (19) февраля 1893 года как учреждение образования Музыкальные классы при Томском отделении Императорского Русского музыкального общества. Первое учебное заведение Сибири, дававшее музыкальное образование. Учреждение создано по инициативе директора Томского отделения Императорского Русского музыкального общества Г. С. Томашинского и при поддержке руководителя комитета директоров Императорского Русского музыкального общества, композитора и пианиста А. Г. Рубинштейна.
В 1912 году Музыкальные курсы реорганизованы в Томское губернское музыкальное училище II ступени (уровень техникума). В начале XX века в училище одной из обязательных дисциплин для учащихся всех специальностей становится хоровой класс. На его основе осенью 1943 года было открыто отделение хорового дирижирования.
В 1917 году классы были преобразованы в вуз: Сибирская народная консерватория. В годы Гражданской войны, в 1919 году летом учебное заведение, сохраняя статус вуза, реорганизовано в Томскую высшую музыкальную школу Сибири. Имелся уровень самого высокого профессионального ранга, обеспечиваемый соответствующими преподавателями.
С установление советской власти в Томске, с января 1920 — Государственная высшая музыкальная школа Сибири Отдела политического просвещения Томского губисполкома.
В 1921 году реорганизовано в Томский музыкальный техникум отдела политпросвещения и культуры Томского губисполкома. Здесь велось обучение по трём специальностям: фортепиано, оркестровые инструменты, сольное пение, а в 1923 году был открыт класс баяна, который положил начало созданию отделения народных инструментов..
В 1925 году — Томский музыкальный техникум отдела культуры Сибкрайисполкома
В 1931 году реорганизовано в Томское краевое музыкальное училище отдела культуры Запсибкрайисполкома, учреждение относилось к уровню ссузов.
В 1937 училище переподчинено, становится Томским областным музыкальным училищем отдела культуры Новосибирского облисполкома.
С 1944 — Томское областное музыкальное училище отдела культуры Томского облисполкома (ТОМУ).
Теоретические дисциплины велись с момента открытия Музыкальных классов. Подготовка по специальности «Теория музыки» началась в 1954 году.
С 1991 года — Томское областное музыкальное училище отдела культуры Администрации Томской области.
В 1999 году решением Государственной Думы Томской области училищу было присвоено имя выдающегося композитора XX века, выпускника 1950 года, Эдисона Васильевича Денисова.
В 2000 году была открыта новая специальность — «музыкальное образование».
В 2009 году училище было преобразовано в «Томский музыкальный колледж имени Э. В. Денисова» (ТМК).
За время деятельности образовательного учреждения было подготовлено свыше 4 500 специалистов.

В 2023 году Томскому музыкальному колледжу имени Э.В. Денисова исполнилось 130 лет.

## Известные педагоги
- Е. Бартошевич
- А. П. Боначич (1924—1925, зав. оперным классом)
- П. М. Виноградов (1911—1915, директор, руководитель класса фортепиано)
- С. А. Зеленкин (с 1971, скрипка, камерный ансамбль)
- Е. Н. Корчинский (1929—1934, 1937—1939, 1941—1960)
- М. И. Маломет (1930-е — 1050-е, хоровое дирижирование, оркестр)
- Я. С. Медлин (с 1895, 1925—1927 директор)
- В. Ф. Лавриненко
- В. Т. Приходько (1910-е гг., виолончель)

## Известные выпускники
- Абрам Марксон (1910-е)
- Наталия Измайлова (1929)
- Андрей Новиков (1931, класс композиции)
- Лидия Мясникова
- Константин Ошлаков (1939)
- Эдисон Денисов (1950, фортепианный класс)
- Владимир Лавриненко (1951, по классу кларнета, 1957, теоретическое отделение)
- Владимир Лузин (1955)
- Вячеслав Бубнович (1962)
- Сергей Зеленкин
- Алексей Зимаков
- Сергей Шепелёв (1998, сольное отделение)
- Дмитрий Варшавчик (класс флейты)
- Георгий Дорохов (2004)
- Ольга Лозовая

## Награды
- Почётная грамота Президиума Верховного совета Российской Федерации (31 мая 1993 года) — за большой вклад в развитие музыкального образования населения, подготовку кадров для учреждений культуры Сибири и Дальнего Востока и в связи со 100-летием со дня образования[2].